# Bermeja

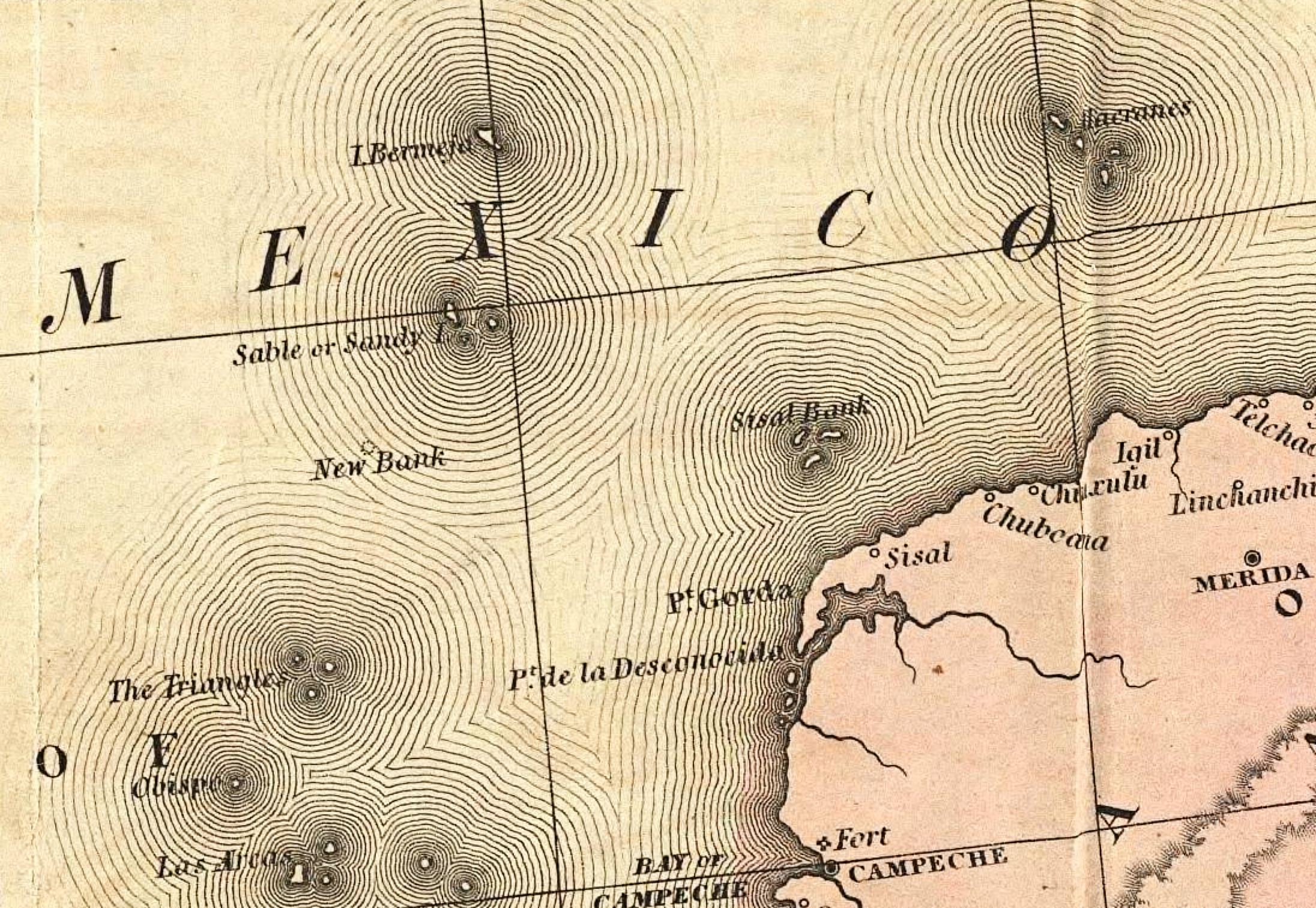
En karta från 1846 visande ön "I. Bermeja".

Bermeja är en mexikansk fantomö som bekräftades vara försvunnen 1997. Den låg enligt ett antal kartor cirka 100 km norr om Yucatán. Enligt Carta Etnográfica de Mexico från 1864 var positionen 22°33 ′ NR 91°22 ′W.
Ön finns med på ett flertal kartor från 1600- och 1700-talen. Det är oklart när ön försvann och dess exakta läge är okänt. Den fanns med på en officiell mexikansk karta från 1946. År 1997 sände den mexikanska regeringen ett fartyg med oceanografer för att leta efter ön men de fann ingenting. Enligt mätningar som gjordes i samband med upprättande av en engelsk karta från 1844 hade ön redan då sjunkit till 60 famnars djup. Den mexikanska regeringen uppger att försvinnandet har orsakats av en kombination av tektoniska aktiviteter och stigande havsnivå. 
Den svenske geologen Erik Sturkell menar att ön aldrig har funnits. Enligt Sturkell kan ön felaktigt ha ritats in på en 1600-talskarta som sedan har legat till grund för nyare kartor. Felet har sedan levt vidare eftersom ingen fullständig nykartering har genomförts.
Ön hade en strategisk betydelse som markör mellan mexikanskt territorium och internationellt vatten. I dag mäter man i stället gränserna utefter Alacranesöarna, vilket minskat Mexikos ekonomiska zon.